# 潘慎修
潘慎修（937年—1005年），字成德，泉州莆田縣人。
潘慎修父潘承祐仕南唐，官至刑部尚书。潘慎修以父荫，补秘书省正字，先后任水部郎中兼起居舍人、太子右赞善大夫、太常博士，历知湖州、梓州。
宋淳化年间（990年～994年），以秘书监李至荐，命以本官知直秘阁。宋真宗时，与邢昺同为淮南两浙安抚使，同修《起居注》。景德元年（1004年），以老病求外任，不许，任右谏议大夫、翰林侍读学士。二年（1005年）随真宗至澶州，遇寒疾而卒。